# Mislukte staatsgreep in Japan van 26 februari 1936

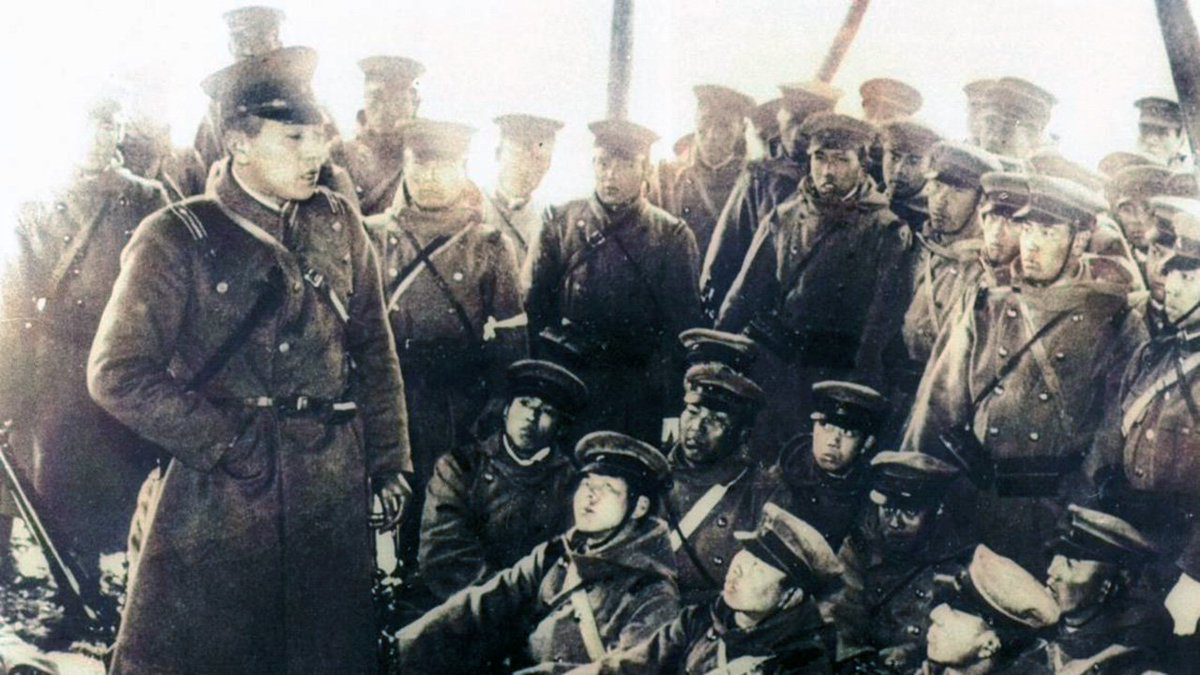
Opstandelingen op 26 februari 1936

De mislukte staatsgreep in Japan van 26 februari 1936 was een couppoging door een deel van de Japanse krijgsmacht. De opstand werd georganiseerd door een groep van 1483 jonge en zwaarbewapende officieren van het Japans Keizerlijk Leger, die sterk beïnvloed waren door de Kodo-factie (皇道派,kodo-ha), met het doel om de toenmalige regering en de militaire leiding van hun fractionele rivalen uit te schakelen.
Hoewel deze rebellen erin slaagden om verschillende leidende ambtenaren te vermoorden, slaagden ze er niet in om de toenmalige eerste minister Keisuke Okada te vermoorden.

## Schets van de situatie
De politieke invloed van het leger steeg zienderogen na het het Mantsjoerije-incident. Er waren verdelingen binnen het leger ontstaan, twee goed te herkennen facties; de Kodo-factie enerzijds en de Tosei-factie (統制派,tosei-ha) anderzijds.
De Tosei-factie bestond voornamelijk uit elite-officieren van het ministerie van Defensie en General Staff headquarters (GSH). Daartegen de jongere officieren sloten zich bij de Koto-factie.
De Kodo-factie kreeg plots meer kracht in de vroege jaren 30. Toen ook nog eens Araki Sadao als minister van Defensie werd aangesteld in het Inukai kabinet, werden de relaties tussen het kabinet en het leger versterkt. Naast Araki was er ook Mazaki Jinzaburo, die zeer populair was in beide facties. Hij had de leiding over de GSH en was algemeen inspecteur van militaire opleiding tevens een goede vriend van Araki.

## Verbrokkeling tussen Kodo- en Tosei-factie
Een belangrijk persoon in deze geschiedenis was Nagata Tetsuzan, chef van het 'GSH Operationele Bureau'. Araki had tegen de Sovjet-Unie, omwille van zijn anticommunistische idee, oorlogshandelende plannen gemaakt. Nagata kwam samen met zijn bondgenoten in actie en plande een blokkade hiertegen. Hierin slaagde hij en sindsdien, in het voorjaar van 1933 droegen Araki en Mazaki, met tal van andere metgezellen uit de Kodo-factie, een rancuneus gevoel tegen Nagata.
Toen Araki’s gezondheid achteruitging en hem forceerde tot zijn pensioen in januari van 1934, werd Prins Kan’in (貫印), voor Mazaki, minister van Defensie, die toch nog tevreden was met zijn tweede plaats in het commando van GSH. De verdelingen in het leger verhardden drie keer in deze periode: eerst in het 20 november incident van 1934, later van 10 tot 15 juli in 1935, wanneer de Tosei leiders Mazaki verwijderden van zijn positie als inspecteur generaal van militaire opleiding en een derde keer op 12 augustus 1935, wanneer Nagata werd vermoord. De Tosei en Kodo-factie vervreemdden verder van elkaar.

## Naar 26 februari toe
Rond deze tijd had de concurrentie tussen de twee facties uitgedraaid tot regelrechte vijandelijkheid. De meest radicalen van de jonge Kodo-officieren waren Isobe Asaichi en Kurihara Yasuhide, die lid was van het eerste infanterie Regiment. Ze begonnen beiden terroristische activiteiten te plannen nadat Nagata vermoord was. Hierop ging Isobe naar de minister van Defensie. De situatie scheen zich te vestigen in de herfst van 1935, maar het nieuws van een tussentijdse beslissing luidde dat de Eerste Divisie naar Mantsjoerije verzonden moest worden, vanuit Tokio. Dit heeft de Kodo-officiers zo beïnvloed, dat ze zo snel mogelijk in actie moesten schieten, wilden ze hun kans op een effectieve opstand organiseren. Muranaka (村中), Kurihara en andere medeleiders staakten hun activiteiten en wilden de Krijgsraad naar de hand van de Kodo-factie zetten (zoals het Ketsumei dan incident en de mislukte staatsgreep in Japan van 15 mei 1932. Het eerste Infanterie Regiment, het nr. 3 Regiment, het Eerste Regiment van de Keizerlijke Garde en het Veldartillerieregiment vormden de kern van het rebelse verzetsplan.

## Verloop van de couppoging
Net die ochtend lag er een pak sneeuw, die de opstand des te lastiger maakte. In de zeer vroege uurtjes werd een aanslag gepleegd op een groot aantal belangrijke personen en dit door een 1400-tal jonge zwaar gewapende officieren uit de Kodo-factie.
3 omgekomen personen door deze aanslagen waren: Takahashi Korekiyo (高橋是清): Minister van Financiën, Saito Makoto (斎藤実): Minister van Binnenlandse zaken, en Watanabe Yotaro (渡辺錠太郎): voormalige Minister Binnenlandse zaken.
Suzuki Kantaro (鈴木貫太郎), Inspecteur-generaal van de Militaire Opleiding was zwaargewond en verder waren er nog vooraanstaande personen bij betrokken, maar deze konden de aanslagen tijdig ontvluchten of het lot was hen gunstig gezind.
De opstandelingen hadden snel de residentie van de Eerste Minister, de Minister van Defensie en de hoofdkwartieren van de politie bezet. Men had een kamp opgezet in het administratieve arrondissement van Tokyo, waar men die ingenomen gebouwen in het oog kon houden. Ondertussen had men er dus op zitten hameren om een hervorming door te voeren.
Araki en Mazaki hadden een ministerieel standpunt uitgevaardigd dat het goed leek te willen maken met de rebellen:
- Het idee achter de oorzaak van de opstand is overgedragen naar de keizer
- Ik erken dat uw acties gebaseerd zijn op een manifestatie van uw natuurlijke gevoelens over het nationale beleid
- Elk leger raadslid heeft erin toegestemd dat we verdergaan in de overeenstemming met deze bovenstaande punten

De Eerste divisie handelde op de originele verklaring van de Minister en beval zijn eenheid om Tokio te bezetten en de departementen en ministeries van de regering te bewaken. Het zag er lang naar uit dat de opstand zijn streefdoelen had bereikt. De krijgswet werd ’s anderdaags op 27 februari voorgesteld met als voorwaarde de linkse groepen die hun campagne voor belastingverhoging elke lente voeren, te doen stoppen. Vanaf nu dacht men succes te hebben en dat het nieuwe streefkabinet gevormd zou worden, onder leiding van Mazaki of Yanagawa Heisuke, en gedomineerd door de leden van de Kodo-factie. Maar hierin hadden ze het helemaal mis. Nadat de keizer zich er eens mee bezighield, was hij zo van streek dat hij het bevel gaf dit alles te onderdrukken en het liefst zo snel mogelijk. Men probeerde de rebelse troepen te overtuigen zich terug te trekken, maar ze hielden stand. Kolonel Ishihara Kanji werd aangeduid om de opstand te onderdrukken. Hij bracht troepen naar Tokio en die namen plaats rond de residentie van de minister van Defensie en bereidde zich voor om de bevelen van de keizer af te dwingen. De keizer zelf zou de keizerlijke garde leiden om de rebellen te onderdrukken.

## Einde van het incident
Het incident eindigde zonder al te veel tot zelfs geen bloedvergieten. Het centrale legercommando hoopte dat men zichzelf zou vermoorden, maar dit weigerde men, vanzelfsprekend. De jonge officiers hadden deze opstand op punt gezet, hopend een totale autoriteit te hebben die parallel met de keizer zou lopen. Er was nog een doel: De greep van de Tosei-factie op het leger laten beëindigen en de Kodo-factie de volledige greep op het leger laten hebben.

### Literaire bronnen
- Tsuzuki, C., The pursuit of power in modern Japan 1825-1995, University Press, Oxford, 2000, 550 pagina's
- Beasley, W.G., The modern History of Japan, Eidenfeld and Nicolson, London, 1963, 350 pagina's
- Nakamura, T., A history of Showa Japan, University of Tokyo Press, Tokyo, 1998, 320 pagina's
- Vande Walle, W., Een geschiedenis van Japan van samurai tot soft power, Acco, Leuven, 495 pagina's